# 張林
張 林（ちょう りん、? - 301年）は、西晋の武将・政治家。常山郡真定県の出身。張燕の曾孫。

## 人物
元々は通事令史の門下であったという。後に通事令史に任じられ、趙王司馬倫の側近となった。
元康9年（299年）12月、恵帝の皇后賈南風が皇太子司馬遹を廃立して庶民に落とし、永康元年（300年）1月には許昌宮に護送して幽閉させた。3月、司馬倫が右衛督司馬雅・常従督許超・殿中中郎士猗等と共に賈南風の廃位と皇太子の復位を目論むと、張林は省事張衡らと共にその準備を行った。その後、賈南風に皇太子が殺されたのを大義名分として司馬倫は政変を起こして政権の座にあった賈氏一派や司空張華・尚書僕射裴頠らを尽く誅殺すると、朝権を掌握した。捕縛された張華が処刑される直前に、その場にいた張林は「忠臣である私を殺すのか」と張華に言われた。張林は「賈南風が（無実の）皇太子を廃立するのを止めなかったではないか」と責めた。張華が「私は反対し諫言もした」と反論すると張林は「では何故、賈南風が諫言を聞こうともしなかったのに宰相を辞さなかったのか」と詰問し張華は答えに窮したという。
同じく司馬倫の側近である孫秀が司馬倫に九錫を下賜するよう恵帝に上奏すると、吏部尚書劉頌は「かつて、漢は魏に九錫を下賜し、魏もまた晋に九錫を下賜しましたが、それはあくまで特例であり、これを平時の制度としてはなりません。周勃・霍光は功績多大な身でありましたが、九錫は与えられておりません」と反対した。張林は怒り「劉頌は張華と結託していた。処刑すべきだ！」と述べたが、孫秀は「張華と裴頠を処刑した事で、既に民衆の信望は損なわれている。そのうえで劉頌まで殺すべきではない」と反対すると張林は同意し、劉頌は光禄大夫に任じられた。
司馬倫に九錫が下賜されると張林もまた重任を委ねられた。
永康2年（301年）1月、司馬倫が帝位簒奪を図ると、張林は宮城諸門に兵を配置して変事に備えた。無事に禅譲が為されると、張林は1年足らずで尚書令・衛将軍に任じられ、郡公に封じられた。
張林と孫秀は以前より関係が悪く、表面上はお互い尊重し合っていたが、裏では妬み合っていた。孫秀は権勢のない家柄であったので、曾祖父以来の家柄を誇りにする張林はそりが合わなかった。また、張林は自らに開府の特権が与えられていないことに不満を抱いており、これを孫秀の差し金と思った。その為、司馬倫の嫡男である皇太子司馬荂に手紙を書いて「孫秀は専権して人心を失っており、功臣も全て小人で朝廷を乱しております。まとめて誅殺すべきです。」と勧めた。だが、司馬荂はこの手紙を司馬倫に見せると、司馬倫は孫秀に渡した。孫秀は言いがかりであるとして張林を逮捕するよう司馬倫に進言すると、司馬倫は同意した。司馬倫は華林園に宗室を集めて会合を開くと、張林を招集させた。孫秀は王輿に乗って入殿すると、張林を捕らえて三族と共に誅滅した。

## 家系
曽祖父
張燕 - 本姓は褚といい、後に張に改姓した。黒山賊として名を馳せ、後漢末の群雄の一人となった。官渡の戦いの後に曹操に降伏し、安国亭侯に封じられ、平北将軍に任じられた。
祖父
張方 - 張燕を継いで安国亭侯に封じられ、魏に仕えて平北将軍に任じられた。
父
張融 - 張方を継いで安国亭侯に封じられた。